# Comarum
- Commons
- Wikispecies

Comarum L. é um género botânico pertencente à família Rosaceae.

## Espécies
- Comarum angustifolium
- Comarum arcticum
- Comarum digitatum
- Comarum flavum
- Comarum fragarioides
- Comarum palustre
- Comarum rubrum
- Comarum salessowii
- Comarum supinum
- Comarum tomentosum
- Lista completa

## Classificação do gênero
| Sistema | Classificação                      | Referência               |
| ------- | ---------------------------------- | ------------------------ |
| Linné   | Classe Icosandria, ordem Polygynia | Species plantarum (1753) |